# Seznam nejjedovatějších rostlin
Mezi nejjedovatější rostliny řadíme následující druhy:
| Český název       | Vědecký název       | Jed                             | Smrtelná dávka                            | Smrt                                            | obrázek nebo ilustrace |
| ----------------- | ------------------- | ------------------------------- | ----------------------------------------- | ----------------------------------------------- | ---------------------- |
| Skočec obecný     | Ricinus communis    | ricin                           | 15–20 semen u dospělých, 3–5 semen u dětí | do týdne                                        |                        |
| Rulík zlomocný    | Atropa belladonna   | atropin, L-hyoscyamin           | 10–12 plodů u dospělých, 3–4 plody u dětí | otrava většinou končí kómatem                   |                        |
| Soterek obecný    | Abrus precatorius   | abrin                           | 3 μg jedu (požitím nebo vdechnutím)       | do 3–4 dnů                                      |                        |
| Cicuta maculata   | Cicuta maculata     | cikutoxin                       | 2 gramy kořene                            | do 24 hodin                                     |                        |
| Oleandr obecný    | Nerium oleander     | oleandrin, neriin               | 2 listy u dospělých, 1 list u dětí        | do několika hodin                               |                        |
| Bolehlav plamatý  | Conium maculatum    | koniin                          | 0,15 g (obsaženo v 20 g rostliny)         | úmrtí obrnou svalstva do několika desítek minut |                        |
| Durman obecný     | Datura stramonium   | skopolamin, atropin, hyoscyamin | 50 mg, semena z 1–2 tobolek               | Několik hodin                                   |                        |
| Ocún jesenní      | Colchicum autumnale | kolchicin                       | 20–40 mg (5–10 semen)                     |                                                 |                        |
| Oměj šalamounek   | Aconitum plicatum   | akonitin                        |                                           |                                                 |                        |
| Náprstník červený | Digitalis purpurea  | purpureaglykosidy               | 1–2 listy                                 |                                                 |                        |
| Tis červený       | Taxus baccata       | taxin                           | 3,0 mg taxinu/kg hmotnosti / 50 g jehličí | desítky minut                                   |                        |